# Potamogeton prussicus
Potamogeton prussicus är en nateväxtart som beskrevs av Hagstr. Potamogeton prussicus ingår i släktet natar, och familjen nateväxter. Inga underarter finns listade.